# پرشینگ اسکوئر
پرشینگ اسکوئر (انگلیسی: Pershing Square) شرکت سرمایه‌گذاری آمریکایی است، که در سال ۲۰۰۳ توسط بیل آکمن تأسیس شد.